# Harmothoe joubini
Harmothoe joubini är en ringmaskart som beskrevs av Fauvel 1913. Harmothoe joubini ingår i släktet Harmothoe och familjen Polynoidae. Utöver nominatformen finns också underarten H. j. rosaurae.